# اللحن المقطوع (فلم)
اللحن المقطوع (بالإنجليزية: Interrupted Melody) هو فيلم دراما تم إنتاجه في الولايات المتحدة وصدر في سنة 1955.

## طاقم التمثيل
- روجر مور

## الميزانية والإيرادات
بلغت تكلفة إنتاج الفيلم حوالي 2,367,000 دولار بينما حقق أرباحا تقدر بـ 4,028,000 دولار.

### ترشيحات وجوائز
| السنة | الحدث  | الفئة             | النتيجة |
| ----- | ------ | ----------------- | ------- |
|       | أوسكار | أفضل سيناريو أصلي | فوز     |

## وصلات خارجية
- مقالات تستعمل روابط فنية بلا صلة مع ويكي بيانات

1. ↑  "Eleanor Parker: Incognito, but Invincible" (PDF). Noir City Sentinel. Summer 2010. مؤرشف من الأصل (PDF) في 2016-10-19.
2. ↑  "Interrupted Melody (1955) - Curtis Bernhardt - Synopsis, Characteristics, Moods, Themes and Related - AllMovie". مؤرشف من الأصل في 2019-04-22. اطلع عليه بتاريخ 2017-01-19.
3. ↑  "Eleanor Parker: More Than Just the Sound of Music Baroness" by ريتشارد كورليس, Time, December 20, 2013 نسخة محفوظة 04 مارس 2016 على موقع واي باك مشين.